# 張碓町
張碓町（はりうすちょう）は北海道小樽市の地名。

## 地理
小樽市東部、日本海沿いの切り立った断崖に面しており、国道5号が整備されるまでは張碓峠といわれたほど所々に急峻な岸壁や山々が迫る。
張碓川の谷間に集落が広がる他、東部地区はニュータウンとして利用されている。
東は銭函、西は朝里、山側に国道5号を挟んで春香町と接する。

### 地名の由来
地区内にある沢を指すアイヌ語による名称「ハルウシ」〔食料・群生する〕に由来する。同地にオオウバユリ・ギョウジャニンニクなどの山菜が生えていたことによる。

### 河川
- 張碓川
- 礼文塚川
- 張碓仲川
- 張碓川神社沢川
- 和宇尻川
- 相岸尼川
- 春香川

## 歴史
明治初期張碓村が成立。1902年（明治35年）小樽郡熊碓村、朝里村、張碓村、銭函村が合併し、二級町村制施行、新たに朝里村となる。1940年（昭和15年）に朝里村が小樽市に編入されその一部（大字張碓村）となる。1943年（昭和18年）に小樽市大字張碓村が国道5号を境に張碓町と春香に分割され、現在の区域となる。

## 交通

### 鉄道
北海道旅客鉄道（JR北海道）
- 函館本線が地区内を通過するが駅はない。かつては張碓駅が存在したが2006年に廃止されている。

### 路線バス
- 北海道中央バス - 小樽桂岡線
- ジェイ・アール北海道バス - 手65・宮65 小樽線

### 道路
- 国道5号
- 札樽自動車道（張碓地区にICはない）張碓大橋が地区を跨いでいる。

## 施設
郵便局
- 張碓郵便局

小学校
- 小樽市立張碓小学校

名所・観光スポット
- 恵比須島
- 張碓橋（土木学会選奨土木遺産）

## 祭り・イベント
- 張碓神社例大祭(6月上旬)